# Napkút Kiadó
A Napkút Kiadó 2003-ban jött létre, az 1999-től megjelenő Napút folyóirat kiadói bázisaként. Elsősorban verseskönyvek, drámagyűjtemények, tanulmánykötetek, műfordítások kiadását tekinti elsődleges céljának. 13 sorozattal rendelkezik, huszonhat nyelvből jelentek meg fordításkötetei.

## Alapítása

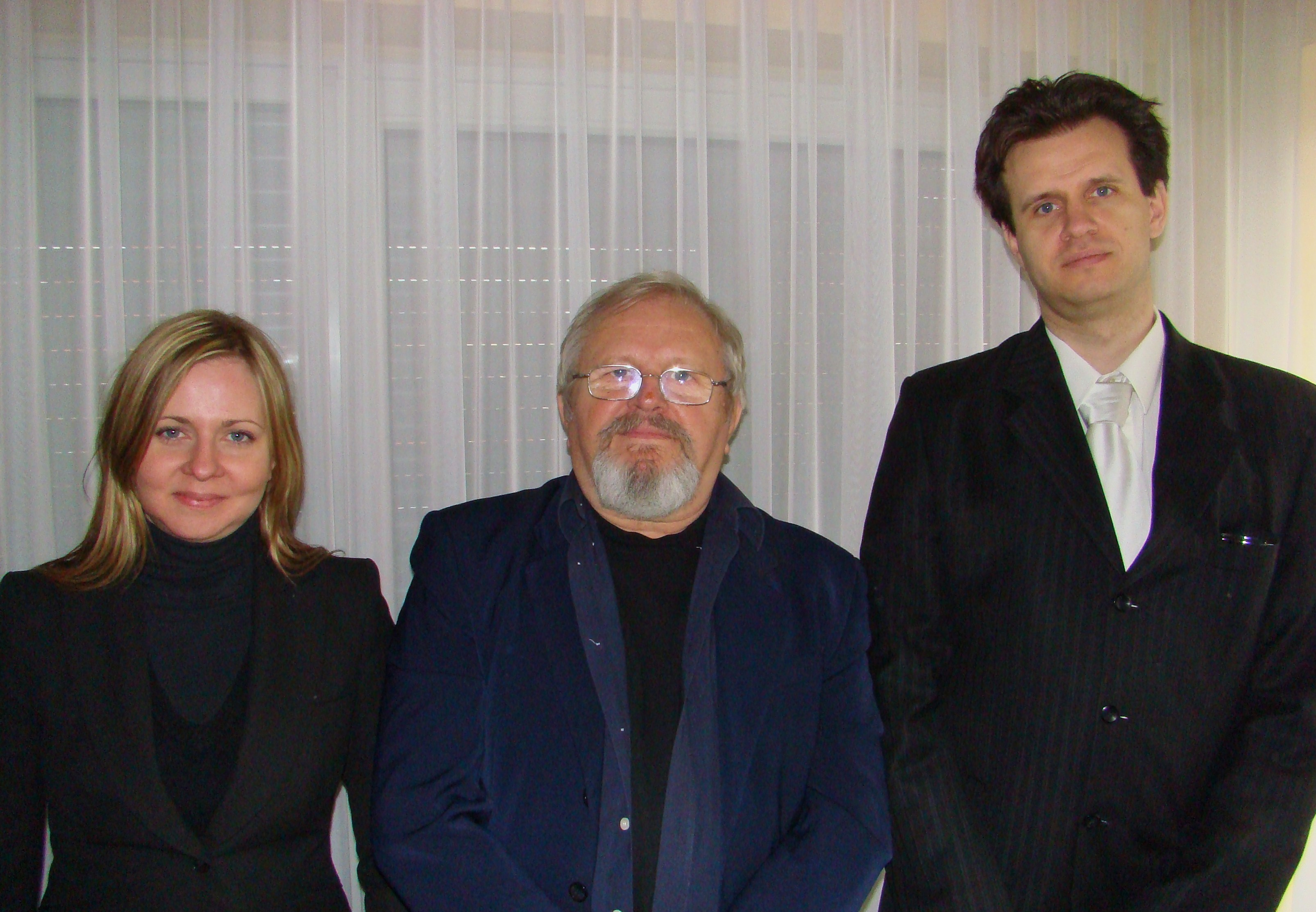
Szondi Eszter Bojána, Szondi György és Szondi Bence, a Napkút Kiadó munkatársai (2013)

A kiadót Szondi György alapította 2003-ban, azzal a céllal, hogy az 1999 óta megjelenő Napút folyóirat mögé kiadói bázist teremtsen, egyúttal lehetőséget biztosítva a periodika megjelentetése mellett a könyvkiadásra.
Nevének eredete szintén a folyóiratra utal vissza, és szándék szerint a kiadó neve is Napút lett volna. Mivel azonban az alapítás előtt röviddel ez (mint kiadói név) foglalttá vált, a Napkút elnevezésre esett a választás.

## Tevékenysége
A Napkút Kiadó elsősorban olyan kevésbé vállalt kiadványokat igyekszik megjelentetni, melyeknek terjesztése kevéssé nyereséges: verseskönyvek, drámagyűjtemények, tanulmánykötetek, továbbá műfordítások, azok is főleg kisebb népek (pl. bolgár, szerb, finn, norvég, számi, izlandi stb.) irodalmából.
A kiadó 13 sorozata is ezen ars poetica jegyében született és él. A sorozatok közül kiemelhető a Kútfő Bibliotéka (friss kutatói összefoglalások a kultúra területén), az Ómúltunk Tára (új tudományos megközelítések, kismonográfiák), a Hang – Kép – Írás (dokumentumok a jelzett hármasságban, ebben szerepelt eddig Mészöly Miklós, Orbán Ottó, Bella István, Szabó Magda), Sánta Ferenc és Lázár Ervin.
A Napkút adja ki az évente tíz (minden esetben tematikus) számmal jelentkező Napút folyóiratot, a folyóirat mellékleteként 2006 óta jelentkező Káva-Téka füzetsorozatot, az Eleink őstörténeti folyóiratot, továbbá különböző szerzőktől évi ötven-hetven könyvet.
Fontos törekvése a kiadónak, hogy teret nyisson pályakezdő alkotóknak, illetve "visszahozzon" a hallgatásból olyan idősebb írókat, akiknek régóta nem jelent meg új kötete. Utóbbira példa Hubay Miklós, akinek Két kuruc beszélget és Aztán mivégre az egész teremtés? című kötetei a Napkútnál jelentek meg 90, illetve 92 éves korában, tíz év írói visszavonultság után. Hasonlóan a Napkútnál jelent meg kötete hosszú idő után Babics Imrének, Bognár Antalnak, Csörsz Istvánnak, Isztray Botondnak, Kemenczky Juditnak és Sebők Évának.
Jellemzően a kiadónál jelentetik meg műveiket 10 év óta, és közel esztendei gyakorisággal: Báthori Csaba, Lászlóffy Csaba, Noth Zsuzsánna és Verrasztó Gábor.
A Napkút által meghirdetett pályázatok közül említést érdemel a minden évben ismétlődő Cédrus-pályázat, amelyre műfaji megkötés és terjedelmi korlát nélkül beküldhető bármi, illetve a haiku-pályázat, amelyet 2008 óta minden évben tematikus formában kiírnak, és eredményét, a kiemelt pályaműveket a Napút folyóirat közli.
A Napút-levéllel és -éremmel alkotóéletük delelőjén álló művészeket, tudósokat jutalmazza a kiadó (eddigi díjazottak: Bertalan Tivadar, Doncsev Toso, Erdélyi István, Katona Tamás, Lászlóffy Aladár, Mohás Lívia, Radnóti Zsuzsa, Kiss Anna). A Hetedhét Napút-díjat a műfordítói teljesítmény elismeréseként adják ki (Báthori Csaba, Galgóczy Árpád, Gállos Orsolya, Szénási Ferenc, Tasnádi Edit, Bognár Antal, Kovács katáng Ferenc).
A kiadó jelmondata: "Egyedül együtt jobb."

## Munkatársak
A kiadó tulajdonosa és vezetője Szondi György, tördelőszerkesztő Szondi Bence, szerkesztőségi titkár Szondi Eszter Bojána, szöveggondozó Kovács Ildikó.
Szerkesztők: Bába Szilvia (művelődés), Babics Imre (vers), Balázs Géza (nyelvművelés), Bognár Antal (évkönyv), Borbély András (dokumentum), Elek Szilvia (zene), Toót-Holló Tamás (próza), Sebeők János (környezet), Vincze Ferenc (műbírálat), Wehner Tibor (művészet).